# تنیس در المپیک تابستانی ۱۹۰۴
تنیس در بازی‌های المپیک تابستانی ۱۹۰۴ نام رویداد ورزش تنیس در بازی‌های المپیک تابستانی بود که در سال ۱۹۰۴ برگزار شد.

## کشورهای شرکت کننده
- آلمان (۱)
- ایالات متحده آمریکا (۳۵)

## جدول مدال‌ها
| رتبه  | کشور                | طلا | نقره | برنز | مجموع |
| ۱     | ایالات متحده آمریکا | ۲   | ۲    | ۴    | ۸     |
| مجموع | مجموع               | ۲   | ۲    | ۴    | ۸     |